# Bulawayo
Bulawayo – miasto w Zimbabwe, drugie pod względem liczby ludności miasto tego kraju. Szacuje się, że ma około 653 tys. mieszkańców (2010). Położone w południowo-zachodniej części kraju w regionie Matabele, na wysokości 1360 m n.p.m., około 320 km od stolicy kraju Harare. Ośrodek administracyjny regionu Matabeleland North. Większość mieszkańców należy do grupy etnicznej Ndebele.
Nazwa miasta pochodzi od słowa gubuluwayo, które w języku ndebele oznacza „miejsce masakry”. Nawiązuje ona do wydarzeń z lat 30. XIX wieku z okresu formowania się państwa plemiennego Ndebele za czasów wodza Mzilikazi. Miasto powstało w 1871 jako osada, tzw. kraal, wodza plemiennego Lobenguli, syna Mzilikazi. W 1888 Lobengula spotkał się z Brytyjczykiem Cecilem Rhodesem, który podjął się zadania kolonizacji tej części Afryki w imieniu Wielkiej Brytanii. W 1893 na skutek licznych nieporozumień doszło do starć między wojskiem brytyjskim a wojownikami Ndebele. 4 listopada 1894 Bulawayo zostało zajęte przez Brytyjczyków. Wcześniej jednak osada została prawie całkowicie spalona, a wódz Lobengula uciekł na północ, gdzie umarł na ospę. Przez kolejna lata było ośrodkiem oporu ludu Ndebele przeciwko wojskom kolonialnym, m.in. w 1896. Ostatecznie jednak w mieście osiedlili się Europejczycy, sprowadzeni przez Brytyjską Kompanię Południowoafrykańską.
W 1898 do Bulawayo doprowadzona została kolej, która miała połączyć Kapsztad z Kairem. Druga linia kolejowa połączyła Bulawayo z północno-zachodnią częścią kraju, do Wodospadów Wiktorii oraz zagłębia miedziowego w Rodezji Północnej (dzisiejszej Zambii).
W 1943 Bulawayo otrzymało prawa miejskie. Rozwinęło się jako ważny ośrodek przemysłowy (przemysł ciężki, spożywczy) oraz węzeł komunikacyjny kraju. Po uzyskaniu niepodległości przez Zimbabwe w 1980 konflikt między ludem Ndebele a ludem Szona doprowadził do krwawych porachunków w tym regionie aż do podpisania porozumienia w 1988 r.
W mieście zachowały się liczne przykłady stylu kolonialnego, m.in. budynek dworca kolejowego i ratusza. Znajdują się tu dwa muzea: muzeum historii naturalnej, gromadzący okazy miejscowej flory i fauny, oraz muzeum kolejnictwa. W okolicach Bulawayo znajdują się dwa parki narodowe: Matobo i Hwange.

## Miasta partnerskie
- Aberdeen
- Durban
- Katima Mulilo
- Polokwane